# Foxworth
Foxworth – jednostka osadnicza w Stanach Zjednoczonych, w stanie Missisipi, w hrabstwie Marion.